# Aechmea mcvaughii
Aechmea mcvaughii är en gräsväxtart som beskrevs av Lyman Bradford Smith. Aechmea mcvaughii ingår i släktet Aechmea och familjen Bromeliaceae. Inga underarter finns listade i Catalogue of Life.